# Josip Pivarić
Josip Pivarić (hr[jǒsip pǐʋaritɕ]; n. 30 ianuarie 1989) este un fundaș croat care joacă pentru Dinamo Kiev.

## Carieră

### Dinamo Zagreb
Josip Pivarić s-a alăturat academiei de tineret a lui GNK Dinamo Zagreb de la o vârstă fragedă. El a fost promovat în prima echipă în primăvara anului 2008. El a fost împrumutat în același an la clubul afiliat NK Lokomotiva Zagreb, jucând 13 meciuri în primul său sezon cu Lokosi. În ianuarie 2009, a semnat un contract pe șapte ani și jumătate cu Dinamo Zagreb, rămânând la Lokomotiva sub formă de împrumut până la sfârșitul sezonului 2011-2012.
În ianuarie 2012, Pivarić a revenit la prima echipă a lui Dinamo. El și-a făcut debutul pentru Dinamo la 25 februarie 2012 într-o victorie scor 0-3 cu NK Karlovac. Primul său gol pentru Modri a venit într-o remiză scor 1-1 cu NK Rijeka la 21 aprilie 2012.
Pivarić a înscris un gol istoric pentru Dinamo în septembrie 2015, primul din victoria cu Arsenal FC din Liga Campionilor UEFA 2015-2016, scor 2-1.
Într-un meci amical cu echipa norvegiană Strømsgodset din ianuarie 2016, Pivarić a suferit o accidentare la ligamentele genunchiului, scoțându-l pe tușă pentru tot restul sezonului 2015-2016 și pierzând convocarea la naționala Croației pentru UEFA Euro 2016. Pivarić a jucat pentru prima dată după accidentare pe 6 iulie 2016, într-o victorie obținută într-un amical jucat înaintea începerii noului sezon, 1-0 cu FC Copenhaga.

### Dinamo Kiev
Pe 8 august 2017, Pivarić a semnat un contract pe trei ani cu clubul ucrainean Dinamo Kiev.

## Cariera la națională
Pivarić a debutat la echipa națională de fotbal a Croației pe 14 august 2013, într-o victorie scor 3-2 cu Liechtenstein în Vaduz.
În luna mai 2018 a fost numit în lotul lărgit de 32 de jucători al echipei Croației pentru Campionatul Mondial din 2018 din Rusia. De-a lungul turneului Ivan Strinić, titularul Croației din banda stângă a apărării s-a accidentat, fiind suprasolicitat de cele trei meciuri consecutive terminate după prelungiri. Acest lucru i-a permis lui Pivarić să joace pentru Croația în finala Campionatului Mondial din 2018.

## Statistici privind cariera

### La națională
Până pe 11 iulie 2018.
| Croația | Croația | Croația |
| An      | Meciuri | Goluri  |
| ------- | ------- | ------- |
| 2013    | 2       | 0       |
| 2014    | 0       | 0       |
| 2015    | 3       | 0       |
| 2016    | 4       | 0       |
| 2017    | 9       | 0       |
| 2018    | 5       | 0       |
| Total   | 23      | 0       |

## Titluri

### Internațional
Croația
- Campionatul Mondial: finalist 2018[12]

### Decorații
- Ordinul ducelui Branimir cu panglică: 2018[13]